# TrackID
TrackID was een audioherkenningsapplicatie van Sony Ericsson, geïntroduceerd in 2005 op mobiele telefoons. De app stelde gebruikers in staat om via een geluidsfragment de titel en artiest van een muzieknummer te identificeren. De dienst werd in 2017 stopgezet.

## Gebruik
Via het menu in de telefoon werd de toepassing geopend. Daarna kon de gebruiker de toepassing starten en de telefoon bij een luidspreker houden. Het was ook mogelijk om via de ingebouwde radio afgespeelde nummers te laten herkennen. De telefoon maakte dan een opname van tien seconden van het nummer, waarna verbinding werd gezocht met het internet. Enkele seconden later verscheen op het display van het toestel de uitvoerdende artiest en de titel van het nummer. Tevens was het mogelijk om via internet het gevonden nummer te downloaden.
TrackID maakte gebruik van Gracenote Media Database, ook wel bekend als Compact Disc Database.